# Барбакан (Краков)

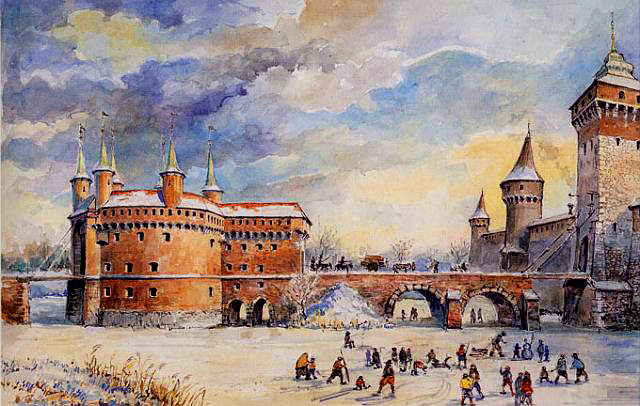
Барбакан в XIX веке

Барбакан (пол. Barbakan) — историко-архитектурный памятник в Кракове, Польша, бывший самой северной частью городских стен. В настоящее время является филиалом Краковского исторического музея. Охраняемый памятник Малопольского воеводства.

## История
Барбакан был построен в 1498—1499 годах во время правления польского короля Яна I Ольбрахта, который после битвы у Козминского леса ожидал нападения на Краков войск господаря Молдавского княжества Стефана Великого.
Первоначально барбакан был соединён с Флорианскими воротами длинным мостовым переходом, и его главной целью была защита этих ворот. На стенах находились гурдиции, которые опирались на аркады и имели бойницы. Вход в барбакан осуществлялся со стороны краковского района Клепач через подъёмный мост. Вход располагался почти параллельно линии наружных стен, что позволяло защитникам барбакана вести прицельный огонь по нападающим. Барбакан имел двое ворот, которые соединялись разводным мостом, размещённым над заполненным водой рвом. Подъёмный мост, соединявший барбакан с Флорианскими воротами, имел ширину 2,4 метра и высоту 3,5 метра.
19 мая 1931 года краковский барбакан был внесён в реестр памятников Малопольского воеводства (№ Ak-I 80/31).

## В настоящее время
В настоящее время краковский барбакан используется для размещения экспозиций различных музейных выставок, спортивных соревнований Чемпионата Польши по фехтованию, исторических реконструкций и бальных танцев. В летнее время в барбакане на постоянной основе демонстрируется проекционный фильм под названием «БарбаКино — летнее средневековое кино в Барбакане».

## Другое
- В 1816 году польский архитектор и сенатор Феликс Радванский в своём «Отдельном вотуме» выступил против указа австрийского императора от 1806 года, который предусматривал разрушение по санитарным условиям барбакана и Флорианских ворот. Феликс Радванский аргументировал свой протест тем, что Краков после разрушения барбакана и Флорианских ворот будет доступен северным и северо-западным ветрам и жители Кракова будут болеть «флюсом, ревматизмом и возможно параличом». Аргументация Феликса Радванского победила.
- На барбакане находится мемориальная доска, посвящённая Марцину Орацевичу. Согласно городской легенде[3], во время барской конфедерации, когда в краковской крепости закончились боеприпасы, Мартин Орацевич зарядил орудие серебряными пуговицами от жупана и убил командующего русской армией Ивана Панина.

«DNIA 22 CZERWCA 1768 ROKU MARCIN ORACEWICZ MIESZCZANIN I PASAMONIK KRAKOWSKI STRZAŁEM Z MURÓW MIASTA ZABIŁ PUŁKOWNIKA ROSYJSKIEGO, SKUTKIEM CZEGO ROSYANIE DNIA TEGO OD MIASTA ODSTĄPILI. 1897.»
(22 июня 1768 года Марцин Орацевич краковский гражданин и подмастерий выстрелом с городских стен убил русского полковника, после чего русские в этот же день отступили от города. 1897)

- В XX веке в барбакане был установлен Воз Джималы — символ борьбы против германизации;
- На западной стороне Барбакана в парке Краковские планты до 1997 года находился памятник и некрополь с могилами 19 советских солдат, погибших при освобождении Кракова. в 1997 году памятник и останки советских военнослужащих были перенесены на Воинское кладбище на улице Прандоты. В настоящее время на месте бывшего некрополя находится памятник Яну Матейко, который был установлен 12 ноября 2013 года.